# Điểm đối trung

Đối xứng của ba đường trung tuyến qua ba đường phân giác tương ứng sẽ đồng quy tại điểm đối trung của tam giác

Trong hình học phẳng, điểm đối trung, hay điểm Lemoine, điểm Grebe, là một điểm đặc biệt của tam giác, ba đường đối trung của tam giác sẽ đồng quy tại điểm đối trung của tam giác. Đường đối trung là đường thẳng đối xứng của đường trung tuyến qua đường phân giác tương ứng. Trong Bách khoa toàn thư về các tâm của tam giác điểm đối trung được ký hiệu là X(6).

## Tính chất
- Điểm đối trung là điểm liên hợp đẳng giác của trọng tâm của tam giác
- Điểm Gergonne của một tam giác là điểm đối trung của tam giác tiếp xúc trong của tam giác đó.[2]

- Cho tam giác ABC, Đường thẳng song song với cạch BC và đi qua điểm đối trung AB, AC tại AC,AB. Đường thẳng song song với cạch CA đi qua điểm đối trung cắt hai cạnh BA, BC tại BC,BA. Đường thẳng song song với AB cắt hai cạnh CA, CB tại CB, CA. Khi đó sáu điểm AC, AB, BC, BA, CB, CA nằm trên đường tròn Lemoine thứ nhất của tam giác ABC.[3]
- Cho tam giác ABC, Đường thẳng ngược song song với cạch BC và đi qua điểm đối trung AB, AC tại AC,AB. Đường thẳng ngược song song với cạch CA đi qua điểm đối trung cắt hai cạnh BA, BC tại BC,BA. Đường thẳng ngược song song với AB cắt hai cạnh CA, CB tại CB, CA. Khi đó sáu điểm AC, AB, BC, BA, CB, CA nằm trên đường tròn Lemoine thứ hai của tam giác ABC.[4]

## Lịch sử
Điểm đối trung được nghiên cứu bởi nhiều nhà toán học. Nhà toán học pháp Émile Lemoine người pháp đã chứng minh các kết quả về điểm đối trung năm 1873, và Ernst Wilhelm Grebe công bố nó trên một bài báo năm 1847. Simon Antoine Jean L'Huilier cũng đề cập về điểm này năm 1809.